# Juan Arroniz de Punzano
Juan Arroniz de Punzano fue un jurisconsulto español, nacido en Zaragoza a últimos del siglo XVI y muerto a mediados del XVII.
Fue consejero real de lo criminal en la Cancillería de Aragón, cuya presidencia ocupó después y auditor general de las gentes de guerra.

## Obra
Además de varios tratados escribió: Invectiva contra la usura y los usureros (Zaragoza, 1624)
- Datos: Q5947566

- El contenido de este artículo incorpora material del tomo 6 de la Enciclopedia Universal Ilustrada Europeo-Americana (Espasa), cuya publicación fue anterior a 1945, por lo que se encuentra en el dominio público.